# Swami
En el contexto de las corrientes religiosas de India, el vocablo sánscrito swāmī significa literalmente ‘amo de sí mismo’, pero también significa ‘señor’ o ‘dueño’.

## Nombre sánscrito
- svāmī, en el sistema AITS (alfabeto internacional para la transliteración del sánscrito).[1]
- स्वामी, en escritura devanagari del sánscrito.[1]
- Pronunciación:
  - [sʋáːmi] en IPA (alfabeto fonético internacional).
  - /suámi/ en sánscrito[1] o bien
  - /shámi/ en bengalí
- Etimología: ‘que se presiona a sí mismo’[2]
  - suá: ‘sí mismo’; es cognado del latín sui;
  - amah: ‘presión’, ‘vehemencia’.

## Utilización
Se utiliza como signo de respeto cuando una persona se dirige a un gurú (maestro espiritual) y se aplica a los maestros espirituales de diferentes tradiciones y filosofías, escuelas u órdenes de diferentes religiones, en especial dentro del hinduismo.
En la India también lo utilizan las esposas para dirigirse a su esposo (en el sentido de ‘amo’).
Por lo general, es un título honorario que se les otorga a los maestros de cualquier doctrina (darshana), que cultivan el vedānta, el yoga, etc. o bien a maestros espirituales que no son religiosos.
Existen por este motivo diferentes tipos de swamis o mejor dicho diferentes tipos de personas que tienen el título de swami y por supuesto que pertenecen a las más variadas escuelas de filosofía y religiones.
El hinduismo está compuesto por varias religiones que son tan diversas como contrarias en sus doctrinas.
Dentro del hinduismo hay religiones politeístas, monoteístas, panteístas, ateísta (en sentido limitado, es decir, que algunas pueden reconocer la existencia de realidades sobrenaturales), etc.

Un swami no es necesariamente un monje, ni un maestro de yoga, ni un sacerdote. Ni siquiera tiene que ser religioso.
En la India al sacerdote hinduista o al ministro de un culto hinduista no se le llama swami sino bráhmana.
Este error nace a partir de que en la India el budismo cuando era la religión oficial había florecido con la creación de órdenes monásticas de bikhus (bikshu, o ‘monjes’) que se caracterizaban por ir vestidos de naranja u ocre.
Un sacerdote, por el contrario, está definido por su supuesta comunicación con el mundo de lo divino, y puede tener pareja o no según su religión.
Si bien el budismo es una filosofía de vida más que una religión —pues no cree en la existencia de Dios ni en un Dios creador del Universo que a su vez fuera su regente— por lo general se lo concibe como una religión por su estructura práctica y doctrinas 

## Votos de los saniasis
Quienes se unen a esta orden monacal de los renunciantes dasnamis fundados por Shankará generalmente son llamados swamis.
Shankará no fundó una orden de swamis sino diez órdenes de monjes shivaístas o saivas llamados advaíta vedanta dasnami sannyasin.
Esto monjes shivaítas-advaítas realizan votos de renuncia y celibato (soltería), pero, como se dijo más arriba, no necesariamente castidad.
El antiguo voto de castidad de los dasnamis era muy parecido al de los monjes y sacerdotes católicos, pero al igual que ha pasado en el cristianismo con los sacerdotes ortodoxos o anglicanos, los dasnamis dentro de shivaísmo en su mayoría se han casado o tienen parejas permaneciendo solteros.
Los votos consisten entonces en "renunciar al mundo", esto es, no mantener pertenencia ("apego") de ningún bien material y no aspirar a tener nada.
Los dasnamis no son sacerdotes o brahmines hinduistas, sino siempre shivaítas, y están guiados por sus 20 pontífices o Shankarácharyas, de los cuales cinco son los más antiguos y tradiciones.
Los monjes de esta orden dasnami pierden sus nombres de pila y lo cambian por el de un nombre espiritual hindú, que es puesto por su maestro espiritual en una iniciación o dikshá gurú que al darle la iniciación, que casi siempre se relaciona con alguna deidad hindú o algún atributo espiritual o intelectual.
Muchos dasnamis agregan a su nombre el sufijo "ananda" o "anand", que significa en sánscrito "felicidad en el nombre otorgado por la iniciación". Pero este requisito no es necesario y está cayendo en desuso.
Los dasnamis pueden utilizar el término "swami" al igual que los shivaístas de Cachemira o jainistas. De hecho, algunos monjes no usan el nombre "swami", a pesar de que lo son, tal es el caso de los miembros monásticos de Self-Realization Fellowship, que prefieren ser llamados "hermanos" (brother), tal como el Hermano Bimalananda, o el Hermano Anandamoy.

## Vestimenta
La vestimenta característica de los swamis son de color ocre, naranja, blanco o rojo.